# Đồ thị Petersen
Trong lý thuyết đồ thị, đồ thị Petersen là 1 đồ thị vô hướng với 10 đỉnh và 15 cạnh. Nó thường được sử dụng làm minh họa trong khi trình bày các lý thuyết đồ thị. Đồ thị này được đặt tên theo Julius Peterse, mặc dù nó đã được đưa ra 12 năm trước đó, vào năm 1886.

## Cấu hình
Đồ thị Petersen là đồ thị bù của đồ thị đường (tiếng Anh: line graph) của đồ thị {\displaystyle K_{5}}.

## Tính phẳng
Đây là đồ thị liên thông, không phẳng. Nó chứa đồ thị con đồng phôi với {\displaystyle K_{5}}, và đồ thị hai phía đầy đủ {\displaystyle K_{3,3}}

## Chu trình và đường đi Hamilton
Đồ thị Petersen có đường đi Hamilton, nhưng không có chu trình Hamilton. Đặc biệt, đồ thị nhận được bằng cách xóa một đỉnh bất kì của đồ thị Petersen, luôn có chu trình Hamilton.

## Tô màu đồ thị
Có thể tô màu các đỉnh bởi ít nhất 3 màu (sắc số), sao cho không có 2 đỉnh nào liền kề mà lại có cùng màu.
Các cạnh có thể tô bởi ít nhất 4 màu, sao cho không có 2 cạnh cùng liên thuộc với cùng một đỉnh lại có cùng màu.

## Các tính chất khác
- Là đồ thị 3-chính quy (các đỉnh của nó đều có bậc 3).
- Có số độc lập bằng 4.
- Có bán kính bằng 2, và đường kính bằng 2.
- Có 2000 cây khung.

Bằng cách xóa một đỉnh bất kì của đồ thị Petersen, ví dụ đỉnh ở giữa trong hình vẽ này, đồ thị nhận được luôn có đường đi Hamilton. Hình vẽ này thể hiện tính đối xứng bậc ba của đồ thị.
Tô màu các cạnh bằng 4 màu
Tô màu các đỉnh bằng 3 màu